# Danh sách trò chơi của 505 Games

Logo của 505 Games

Đây là danh sách các trò chơi video do 505 Games đã xuất bản và/hoặc đã phát triển.

## Những tựa trò chơi đã phát triển
| Tựa                              | Thể loại           | Hệ máy           | Năm phát hành | Ghi chú                                 |
| -------------------------------- | ------------------ | ---------------- | ------------- | --------------------------------------- |
| B-Units: Build it!               | Mô phỏng tòa nhà   | Nintendo DS, Wii | 2011          |                                         |
| Bust-a-Move Online               | Giải đố            | PC               | 2007          | Trò chơi do Taito cấp phép và xuất bản. |
| Championship Foosball            | Trò chơi trên bàn  | Wii              | 2008          |                                         |
| Emergency Rescue                 | Trò chơi phổ thông | Nintendo DS      | 2010          |                                         |
| Farmtopia                        | Mô phỏng nông trại | Nintendo DS      | 2010          |                                         |
| Furu Furu Park                   | Minigame           | Wii              | 2008          | Trò chơi đồng phát triển với Taito.     |
| Learning to Spell                | Luyện trí não      | Nintendo DS      | 2010          |                                         |
| Little Book of Big Secrets       | Trò chơi phổ thông | Nintendo DS      | 2010          |                                         |
| Maths Made Simple                | Luyện trí não      | Nintendo DS      | 2008          |                                         |
| My Ballet Studio                 | Trò chơi phổ thông | Nintendo DS, Wii | 2009          |                                         |
| My Beauty Salon                  | Trò chơi phổ thông | Nintendo DS      | 2009          |                                         |
| My Fashion Studio                | Trò chơi phổ thông | Nintendo DS      | 2008          |                                         |
| My First Dollhouse               | Trò chơi phổ thông | Nintendo DS      | 2010          |                                         |
| My Little Helper: Spring Cleaner | Trò chơi phổ thông | Nintendo DS      | 2010          |                                         |
| Picture Perfect Hair Salon       | Trò chơi phổ thông | Nintendo DSi     | 2009          |                                         |
| Picture Perfect Pocket Stylist   | Trò chơi phổ thông | Nintendo DSi     | 2011          |                                         |
| Salon Superstar                  | Trò chơi phổ thông | Nintendo DS      | 2009          |                                         |
| Spellbound                       | Luyện trí não      | Nintendo DS      | 2008          |                                         |
| Spellbound 2                     | Luyện trí não      | Nintendo DS      | 2010          |                                         |
| Spellbound Party                 | Luyện trí não      | Wii              | 2010          |                                         |
| Tangram Mania                    | Giải đố            | Nintendo DS      | 2008          |                                         |
| World Championship Spelling      | Luyện trí não      | Nintendo DS      | 2010          |                                         |

## Đã phát hành

### Khi là 505 GameStreet
| Tựa                                          | Thể loại                       | Phát triển                  | Hệ máy                              | Năm phát hành |
| -------------------------------------------- | ------------------------------ | --------------------------- | ----------------------------------- | ------------- |
| 2 Games: Bust-A-Move 2 + Bust-A-Move 3 DX    | Giải đố                        | Taito                       | PlayStation                         | 2005          |
| 10,000 Bullets                               | Bắn súng góc nhìn người thứ ba | Blue Moon Studio            | PlayStation 2                       | 2005          |
| Aces of War                                  | Mô phỏng chuyến bay            | Marionette                  | PlayStation 2                       | 2007          |
| Armored Core: Formula Front                  | Bắn súng góc nhìn người thứ ba | From Software               | PlayStation Portable                | 2006          |
| Armored Core: Nine Breaker                   | Bắn súng góc nhìn người thứ ba | From Software               | PlayStation 2                       | 2006          |
| Assault Suits Valken                         | Shoot 'em up                   | NCS                         | PlayStation 2                       | 2004          |
| Beetle King                                  | Phiêu lưu                      | Warashi                     | Nintendo DS                         | 2007          |
| The Bible Game                               | Cơ đốc giáo                    | Crave Entertainment         | PlayStation 2                       | 2006          |
| Billiard Action                              | Thể thao                       | Agenda                      | Nintendo DS                         | 2006          |
| Brick 'Em All                                | Giải đố                        | Access                      | Game Boy Advance                    | 2006          |
| Brick 'Em All DS                             | Giải đố                        | Warashi                     | Nintendo DS                         | 2006          |
| Bujingai                                     | Hack and slash                 | Taito/Red Entertainment     | PlayStation 2                       | 2003          |
| Bust-a-Move DS                               | Giải đố                        | Happy Happening             | Nintendo DS                         | 2006          |
| Car Racing Challenge                         | Đua xe                         | Tamsoft                     | PlayStation 2                       | 2006          |
| Deep Water                                   | Săn bắn                        | Tamsoft                     | PlayStation 2                       | 2005          |
| Demolition Girl                              | Hành động                      | Tamsoft                     | PlayStation 2                       | 2005          |
| Devilish                                     | Hành động                      | Starfish                    | Nintendo DS                         | 2005          |
| DodgeBall                                    | Thể thao                       | Access                      | PlayStation 2                       | 2005          |
| Dragon Blaze                                 | Bắn súng màn hình cuộn         | Psikyo                      | PlayStation 2                       | 2004          |
| Eagle Eye Golf                               | Thể thao                       | Telenet Japan               | PlayStation 2                       | 2006          |
| Energy Airforce                              | Mô phỏng chuyến bay            | Taito                       | PlayStation 2                       | 2005          |
| Energy Airforce Aim Strike!                  | Mô phỏng chuyến bay            | Taito                       | PlayStation 2                       | 2004          |
| Fighting Angels                              | Đối kháng                      | Tamsoft                     | PlayStation 2                       | 2005          |
| Fire Heroes                                  | Hành động phiêu lưu            | Spike                       | PlayStation 2                       | 2005          |
| Fishing Fantasy: BuzzRod                     | Câu cá                         | Starfish SD                 | PlayStation 2                       | 2005          |
| Fitness Fun                                  | Trò chơi thể dục               | Tamsoft                     | PlayStation 2                       | 2006          |
| Forty 4 Party                                | Trò chơi nhóm                  | HuneX                       | PlayStation 2                       | 2005          |
| Funny Cards                                  | Trò chơi bài                   | Access                      | Game Boy Advance                    | 2006          |
| Giga Wing Generations                        | Bắn súng màn hình cuộn         | Takumi Corporation          | PlayStation 2                       | 2006          |
| Graffiti Kingdom                             | Hành động nhập vai             | Taito/Garakuta Studio       | PlayStation 2                       | 2004          |
| Guilty Gear Isuka                            | Đối kháng                      | Arc System Works            | PlayStation 2, Xbox                 | 2003          |
| Guru Guru                                    | Hành động                      | BeeWorks                    | Nintendo DS                         | 2007          |
| Harvest Fishing                              | Câu cá                         | Marvelous Interactive       | PlayStation 2                       | 2005          |
| Harvest Moon: A Wonderful Life               | Mô phỏng nông trại             | Victor Interactive Software | GameCube, PlayStation 2             | 2003          |
| The Holy Bible                               | Cơ đốc giáo                    | Crave Entertainment         | Game Boy Advance                    | 2006          |
| Homura                                       | Hack and slash                 | Taito/SKonec Entertainment  | PlayStation 2                       | 2005          |
| Iron Sea                                     | Hải chiến                      | Tamsoft                     | PlayStation 2                       | 2006          |
| Katana Action                                | Hack and slash                 | ALU                         | PlayStation 2                       | 2006          |
| Koloomn                                      | Giải đố                        | Conspiracy Entertainment    | PlayStation Portable                | 2006          |
| Labyrinth                                    | Giải đố                        | Lancarse                    | Nintendo DS                         | 2006          |
| Lupin the 3rd: Treasure of the Sorcerer King | Hành động                      | Banpresto                   | PlayStation 2                       | 2005          |
| Magna Carta                                  | RPG                            | Softmax                     | PlayStation 2, PlayStation Portable | 2004          |
| Master Chess                                 | Cờ vua                         | Yuki Enterprise             | PlayStation 2                       | 2004          |
| Michigan: Report from Hell                   | Kinh dị sinh tồn               | Grasshopper Manufacture     | PlayStation 2                       | 2004          |
| Monster Puzzle                               | Giải đố                        | Success                     | Nintendo DS                         | 2006          |
| Motorbike King                               | Đua xe                         | Tamsoft                     | PlayStation 2                       | 2004          |
| Panzer Front Ausf.B                          | Mô phỏng xe tăng               | Enterbrain                  | PlayStation 2                       | 2005          |
| Paparazzi                                    | Mô phỏng chụp ảnh              | HuneX                       | PlayStation 2                       | 2005          |
| Party Girls                                  | Trò chơi nhóm                  | Tamsoft/HuneX               | PlayStation 2                       | 2005          |
| Pinball Fun                                  | Pinball                        | HuneX                       | PlayStation 2                       | 2004          |
| Pink Pong                                    | Thể thao                       | Tamsoft/HuneX               | PlayStation 2                       | 2004          |
| Playwize Poker & Casino                      | Trò chơi sòng bạc              | Bits Studios                | PlayStation 2, PlayStation Portable | 2006          |
| Puzzle Maniacs                               | Giải đố                        | HuneX                       | PlayStation 2                       | 2006          |
| Radio Helicopter                             | Mô phỏng đồ chơi               | Tomcat System               | PlayStation 2                       | 2004          |
| Radio Helicopter II                          | Mô phỏng đồ chơi               | Aqua Systems                | PlayStation 2                       | 2006          |
| Raiden III                                   | Bắn súng màn hình cuộn         | MOSS                        | PlayStation 2                       | 2006          |
| Rule of Rose                                 | Kinh dị sinh tồn               | Punchline                   | PlayStation 2                       | 2006          |
| Samurai Aces                                 | Bắn súng màn hình cuộn         | Psikyo                      | PlayStation 2                       | 2004          |
| Samurai Western                              | Hành động phiêu lưu            | Acquire                     | PlayStation 2                       | 2005          |
| Shogun's Blade                               | Hack and slash                 | Tamsoft                     | PlayStation 2                       | 2005          |
| Soccer Life!                                 | Thể thao                       | Cavia                       | PlayStation 2                       | 2004          |
| Soccer Life 2                                | Thể thao                       | Cavia                       | PlayStation 2                       | 2005          |
| Sol Divide                                   | Bắn súng màn hình cuộn         | Psikyo                      | PlayStation 2                       | 2004          |
| Space War Attack                             | Mô phỏng chuyến bay            | IMJ Entertainment/Bit Town  | PlayStation 2                       | 2006          |
| Splatter Master                              | Hành động phiêu lưu            | Vingt-et-un Systems         | PlayStation 2                       | 2005          |
| Steambot Chronicles                          | Hành động phiêu lưu            | Irem                        | PlayStation 2                       | 2006          |
| Stella Deus: The Gate of Eternity            | RPG chiến thuật                | Pinegrow                    | PlayStation 2                       | 2004          |
| Street Boyz                                  | Đối kháng                      | Tamsoft                     | PlayStation 2                       | 2005          |
| Street Golfer                                | Thể thao                       | Polygon Magic               | PlayStation 2                       | 2006          |
| Tengai                                       | Bắn súng màn hình cuộn         | Psikyo                      | PlayStation 2                       | 2004          |
| Taxi Rider                                   | Đua xe                         | Tamsoft                     | PlayStation 2                       | 2006          |
| Top Gun                                      | Máy bay chiến đấu              | Interactive Vision          | Nintendo DS                         | 2006          |
| Twenty 2 Party                               | Trò chơi nhóm                  | Japan Art Media             | PlayStation 2                       | 2005          |
| Ultimate Casino                              | Trò chơi sòng bạc              | Amedio                      | PlayStation 2                       | 2004          |
| Ultra Bust-a-Move                            | Giải đố                        | Taito                       | Xbox                                | 2006          |
| Volleyball Challenge                         | Thể thao                       | D3 Publisher                | PlayStation 2                       | 2004          |
| Wild Arms 4                                  | RPG                            | Media.Vision                | PlayStation 2                       | 2006          |
| World Fighting                               | Đối kháng                      | HuneX                       | PlayStation 2                       | 2004          |
| XII Stag                                     | Shoot 'em up                   | Triangle Service/Dreams     | PlayStation 2                       | 2004          |
| Yakuza Fury                                  | Hành động                      | Vingt-et-un Systems         | PlayStation 2                       | 2005          |
| Zombie Attack                                | Kinh dị sinh tồn               | Tamsoft                     | PlayStation 2                       | 2006          |
| Zombie Zone                                  | Kinh dị sinh tồn               | Tamsoft                     | PlayStation 2                       | 2005          |
| Zoo Puzzle                                   | Giải đố                        | Success                     | PlayStation 2                       | 2004          |

### Khi là 505 Games
| Tựa                                                           | Thể loại                         | Phát triển                    | Hệ máy | Năm phát hành   |
| ------------------------------------------------------------- | -------------------------------- | ----------------------------- | --- | --------------- |
| 4x4 Hummer                                                    | Đua xe                           | Avalon Entertainment          | PC | 2008            |
| A-Train HX                                                    | Mô phỏng lái tàu lửa             | Artdink                       | Xbox 360 | 2006            |
| Abzû                                                          | Phiêu lưu                        | Giant Squid                   | Microsoft Windows, PlayStation 4, Xbox One                                                                                     | 2016            |
| Aces of War                                                   | Mô phỏng chuyến bay              | Marionette                    | PlayStation Portable | 2007            |
| Adidas miCoach                                                | Thể thao                         | Lightning Fish                | PlayStation 3, Xbox 360 | 2012            |
| Adrift                                                        | Trải nghiệm Góc nhìn thứ nhất    | Three One Zero                | Microsoft Windows, Oculus Rift, PlayStation 4                                                                                  | 2015            |
| Adventure Pop                                                 | Giải đố                          | Tic Toc Games                 | Microsoft Windows, PlayStation 4, Xbox One                                                                                     | 2017            |
| All Round Hunter                                              | Săn bắn                          | Beast Studios                 | Wii, Xbox 360 | 2010            |
| The Apprentice Los Angeles                                    | Trò chơi phổ thông               | Legacy Interactive            | PC | 2007            |
| Ar tonelico: Melody of Elemia                                 | RPG                              | Gust Co. Ltd.                 | PlayStation 2 | 2007            |
| ARMA: Armed Assault                                           | Bắn súng chiến thuật             | Bohemia Interactive           | PC | 2007            |
| ARMA: Queen's Gambit                                          | Bắn súng chiến thuật             | Bohemia/Black Element         | PC | 2007            |
| ARMA 2                                                        | Bắn súng chiến thuật             | Bohemia Interactive           | PC | 2009            |
| ARMA 2: Operation Arrowhead                                   | Bắn súng chiến thuật             | Bohemia Interactive           | PC | 2010            |
| Armored Core 4                                                | Mecha combat                     | From Software                 | PlayStation 3, Xbox 360 | 2007            |
| Armored Core: Last Raven                                      | Bắn súng góc nhìn người thứ ba   | From Software                 | PlayStation 2, PlayStation Portable                                                                                            | 2006            |
| Assetto Corsa                                                 | Mô phỏng đua xe                  | Kunos Simulazioni             | PlayStation 4, Xbox One | 2016            |
| Assetto Corsa Competizione                                    | Mô phỏng đua xe                  | Kunos Simulazioni             | Microsoft Windows, PlayStation 4, Xbox One                                                                                     | 2018, 2020      |
| Babysitting Mama                                              | Mô phỏng trông trẻ               | Cooking Mama Limited          | Wii | 2010            |
| Backbreaker                                                   | Thể thao                         | NaturalMotion                 | Android, iOS, PlayStation 3, Xbox 360                                                                                          | 2010            |
| Pop!                                                          | Giải đố                          | Dreams Interactive            | Wii | 2008            |
| Battle Ages                                                   | Chiến thuật                      | DR Studios                    | PlayStation 4, Xbox One | 2016            |
| Battle Islands                                                | Chiến thuật                      | DR Studios                    | PlayStation 4, Xbox One | 2015            |
| Battle Islands: Commanders                                    | Chiến thuật                      | DR Studios                    | PlayStation 4, Xbox One | 2017            |
| Battle Fantasia                                               | Đối kháng                        | Arc System Works              | PlayStation 3, Xbox 360 | 2008            |
| Big Catch: Bass Fishing                                       | Câu cá                           | SIMS Co., Ltd.                | Nintendo DS, Wii | 2007            |
| Big Catch: Bass Fishing 2                                     | Câu cá                           | SIMS Co., Ltd.                | Wii | 2010            |
| Big Word Puzzle Book                                          | Luyện trí não                    | 1Bit Garden                   | Nintendo DS | 2009            |
| Blackwater                                                    | Bắn súng góc nhìn người thứ nhất | Zombie Studios                | Xbox 360 | 2011            |
| Blend-it                                                      | Giải đố                          | Crush Digital                 | Nintendo DS | 2010            |
| Bloodstained: Ritual of the Night                             | Metroidvania                     | ArtPlay/Inti Creates          | Microsoft Windows, OS X, Linux, PlayStation 4, Nintendo Switch, Xbox One                                                       | 2019            |
| Brain Buster Puzzle Pak                                       | Giải đố                          | Agetec/Nikoli                 | Nintendo DS | 2007            |
| Brothers: A Tale of Two Sons                                  | Phiêu lưu                        | Starbreeze Studios            | PC, PlayStation Network, Steam, Xbox Live Arcade, PlayStation 4, Xbox One                                                      | 2013            |
| Brunswick Pro Bowling                                         | Bowling                          | Point of View                 | iOS, Nintendo 3DS, Wii, PlayStation 2, PlayStation 3, PlayStation Portable, Xbox 360                                           | 2007            |
| Buffy the Vampire Slayer: Sacrifice                           | Beat 'em up                      | Beast Studios                 | Nintendo DS | 2009            |
| Bust-a-Move Ghost                                             | Giải đố                          | Taito                         | PlayStation Portable | 2006            |
| Bust-a-Move                                                   | Giải đố                          | Taito/Happy Happening         | Wii | 2007            |
| Camping Mama: Outdoor Adventures                              | Mô phỏng cắm trại                | Racjin                        | Nintendo DS | 2011            |
| Cats & Dogs: The Revenge of Kitty Galore                      | Hành động                        | Engine Software               | Nintendo DS | 2010            |
| Chameleon: To Dye For!                                        | Giải đố                          | Starfish SD                   | Nintendo DS | 2006            |
| Chimpact                                                      | Platformer                       | Yippee! Entertainment         | Nintendo DS | 2013            |
| Circus                                                        | Trò chơi nhóm                    | Artematica                    | Wii | 2010            |
| Cookie & Cream                                                | Hành động phiêu lưu              | From Software                 | Nintendo DS | 2007            |
| Cooking Mama                                                  | Mô phỏng nấu ăn                  | Office Create                 | Nintendo DS | 2006            |
| Cooking Mama: Cook Off                                        | Mô phỏng nấu ăn                  | Cooking Mama Limited          | Wii | 2007            |
| Cooking Mama: World Kitchen                                   | Mô phỏng nấu ăn                  | Cooking Mama Limited          | Wii | 2008            |
| Cooking Mama 2: Dinner with Friends                           | Mô phỏng nấu ăn                  | Cooking Mama Limited          | Nintendo DS | 2007            |
| Cooking Mama 3: Shop & Chop                                   | Mô phỏng nấu ăn                  | Cooking Mama Limited          | Nintendo DS | 2009            |
| Cooking Mama 4: Kitchen Magic                                 | Mô phỏng nấu ăn                  | Cooking Mama Limited          | Nintendo DS | 2011            |
| Control                                                       | Hành động phiêu lưu              | Remedy Entertainment          | Microsoft Windows, PlayStation 4, Xbox One                                                                                     | 2019            |
| Cooking Mama World: Combo Pack Volume 1                       | Mô phỏng nấu ăn                  | Cooking Mama Limited          | Nintendo DS | 2012            |
| Cooking Mama World: Combo Pack Volume 2                       | Mô phỏng nấu ăn                  | Cooking Mama Limited          | Nintendo DS | 2012            |
| Counter Force                                                 | Shoot 'em up                     | HyperDevbox Japan             | Wii | 2008            |
| Crafting Mama                                                 | Mô phỏng chế tác                 | Cooking Mama Limited          | Nintendo DS | 2010            |
| Cryostasis: Sleep of Reason                                   | Kinh dị tâm lý                   | Action Forms                  | PC | 2009            |
| Dance Sensation!                                              | Mô phỏng khiêu vũ                | Alpine Studios                | Wii | 2010            |
| Dave Mirra BMX Challenge                                      | Thể thao                         | Left Field Productions        | Wii | 2007            |
| Dawn of Fantasy                                               | MMORTS                           | Reverie World Studios         | PC | 2011            |
| Days of Thunder: NASCAR Edition                               | Đua xe                           | Piranha Games                 | PlayStation 3 | 2011            |
| Death Stranding                                               | Hành động                        | Kojima Productions            | PC | 2020            |
| Deep Black                                                    | Bắn súng góc nhìn người thứ ba   | Biart                         | PC, PlayStation 3, Xbox 360 | 2012            |
| Deep Labyrinth                                                | RPG                              | Interactive Brains            | Nintendo DS | 2007            |
| Defense Grid 2                                                | Thủ thành                        | Hidden Path Entertainment     | Microsoft Windows, OS X, Linux, PlayStation 4, Xbox One                                                                        | 2014            |
| The Destiny of Zorro                                          | Hành động phiêu lưu              | Pronto Games                  | Wii | 2009            |
| Discovery Kids: Dolphin Discovery                             | Mô phỏng nuôi thú cưng           | Starfish                      | Nintendo DS | 2009            |
| Discovery Kids: Kitten Corner                                 | Mô phỏng nuôi thú cưng           | Beast Studios                 | Nintendo DS | 2009            |
| Discovery Kids: Parrot Pals                                   | Mô phỏng nuôi thú cưng           | Starfish/Noise Factory        | Nintendo DS | 2009            |
| Discovery Kids: Pony Paradise                                 | Mô phỏng nuôi thú cưng           |                               | Nintendo DS | 2009            |
| Discovery Kids: Puppy Playtime                                | Mô phỏng nuôi thú cưng           | Beast Studios                 | Nintendo DS | 2009            |
| Discovery Kids: Snake Safari                                  | Phiêu lưu                        | Gimajin                       | Nintendo DS | 2010            |
| Discovery Kids: Spider Quest                                  | Phiêu lưu                        | Gimajin                       | Nintendo DS | 2009            |
| Diva Girls: Diva Ballerina                                    | Mô phỏng khiêu vũ                | Arc System Works              | Nintendo DS, Wii | 2009            |
| Diva Girls: Diva Dancers                                      | Mô phỏng khiêu vũ                | Arc System Works              | Nintendo DS | 2009            |
| Diva Girls: Divas on Ice                                      | Mô phỏng khiêu vũ                | Arc System Works              | Nintendo DS, Wii | 2009            |
| Diva Girls: Making the Music                                  | Trò chơi điện tử âm nhạc         | Arc System Works              | Nintendo DS | 2009            |
| Diva Girls: Princess on Ice 2                                 | Mô phỏng khiêu vũ                | Arc System Works              | Nintendo DS | 2009            |
| Don't Starve                                                  | Sinh tồn                         | Klei Entertainment            | Android, iOS, Linux, Microsoft Windows, OS X, PlayStation 3, PlayStation 4, PlayStation Vita, Wii U, Xbox One, Nintendo Switch | 2013            |
| Draglade                                                      | Đối kháng                        | Dimps                         | Nintendo DS | 2008            |
| Exit 2                                                        | Platformer                       | Taito                         | PlayStation Portable | 2007            |
| Face Racers: Photo Finish                                     | Đua xe                           | Renegade Kid                  | Nintendo 3DS | 2012            |
| Fashion Designer: Style Icon                                  | Mô phỏng phong cách sống         | Creative Patterns             | Nintendo DS | 2007            |
| Fever Frenzy                                                  | Hành động                        | Rainbow Creatures             | PC | 2008            |
| Fire Pro Wrestling Returns                                    | Đối kháng                        | Spike                         | PlayStation 2 | 2008            |
| Funky Barn                                                    | Mô phỏng nông trại               | Tantalus                      | Wii U | 2012            |
| Galactik Football                                             | Thể thao                         | Beast Studios                 | Nintendo DS | 2009            |
| Gardening Mama                                                | Mô phỏng làm vườn                | Cooking Mama Limited          | Nintendo DS | 2009            |
| Gems of War                                                   | Giải đố                          | Infinite Interactive          | Android, PlayStation 4, Xbox One                                                                                               | 2015            |
| Grease                                                        | Trò chơi nhóm                    | Zoë Mode                      | Nintendo DS, Wii | 2010            |
| Grease Dance                                                  | Mô phỏng khiêu vũ                | Zoë Mode                      | PlayStation 3, Xbox 360 | 2011            |
| Greg Hastings Paintball 2                                     | Bắn súng góc nhìn người thứ nhất | Super X Studios               | Wii, PlayStation 3, Xbox 360                                                                                                   | 2010            |
| Guilty Gear 2: Overture                                       | Chiến thuật thời gian thực       | Arc System Works              | Xbox 360 | 2009            |
| Guilty Gear XX: Accent Core                                   | Đối kháng                        | Aksys Games                   | Wii | 2008            |
| Gun Club                                                      | Bắn súng góc nhìn người thứ nhất | Jarhead Games                 | PlayStation 2 | 2006            |
| Gurumin: A Monstrous Adventure                                | Hành động phiêu lưu              | Nihon Falcom                  | PlayStation Portable | 2007            |
| Hawken                                                        | Bắn súng góc nhìn người thứ nhất | Reloaded Games                | Microsoft Windows, PlayStation 4, Xbox One                                                                                     | 2016            |
| Hi Hamtaro! Little Hamsters Big Adventure                     | Giải đố                          | AlphaDream                    | Nintendo DS | 2008            |
| The Hidden                                                    | Phiêu lưu                        | 1st Playable Productions      | Nintendo 3DS | 2012            |
| Hop: The Movie Game                                           | Hành động phiêu lưu              | Engine Software               | Nintendo DS | 2011            |
| Horace                                                        | Platformer                       | Paul Helman, Sean Scapelhorn  | PC | 2019            |
| Hoshigami Remix                                               | RPG chiến thuật                  | Arc System Works              | Nintendo DS | 2007            |
| Hotel for Dogs                                                | Phiêu lưu                        | FarSight Studios              | Nintendo DS, Wii, PC | 2009            |
| How to Survive                                                | Hành động nhập vai               | EKO Software                  | PC, PlayStation Network, Xbox Live Arcade, Wii U                                                                               | 2013            |
| How to Survive: Storm Warning Edition                         | Hành động nhập vai               | EKO Software                  | PlayStation 4, Xbox One | 2014            |
| How to Survive 2                                              | Hành động nhập vai               | EKO Software                  | Microsoft Windows, PlayStation 4, Xbox One                                                                                     | 2017            |
| Hulk Hogan's Main Event                                       | Đối kháng                        | Panic Button                  | Xbox 360 | 2011            |
| I Did It Mum! (Boy)                                           | Trò chơi phổ thông               | Starfish SD                   | Nintendo DS | 2007            |
| I Did It Mum! (Girl)                                          | Trò chơi phổ thông               | Starfish SD                   | Nintendo DS | 2007            |
| I Did It Mum! 2 (Boy)                                         | Trò chơi phổ thông               | Starfish SD                   | Nintendo DS | 2008            |
| I Did It Mum! 2 (Girl)                                        | Trò chơi phổ thông               | Starfish SD                   | Nintendo DS | 2008            |
| I Did It Mum! Dolls House                                     | Trò chơi phổ thông               | Starfish SD                   | Nintendo DS | 2009            |
| I Did It Mum! Picture Book                                    | Trò chơi phổ thông               | Starfish SD                   | Nintendo DS | 2008            |
| I Did It Mum! Spelling                                        | Trò chơi phổ thông               | Starfish SD                   | Nintendo DS | 2009            |
| IL-2 Sturmovik: Birds of Prey                                 | Máy bay chiến đấu                | Gaijin Entertainment          | Nintendo DS, PC, PlayStation 3, PlayStation Portable, Xbox 360                                                                 | 2009            |
| Indivisible                                                   | Nhập vai                         | Lab Zero Games                | PlayStation 4, Xbox One, Nintendo Switch, Linux, OS X, Microsoft Windows                                                       | 2019            |
| Izuna: The Legend of the Ninja                                | Hành động nhập vai               | Success/Ninja Studio          | Nintendo DS | 2007            |
| Jillian Michaels' Fitness Adventure                           | Trò chơi thể dục                 | n-Space                       | Xbox 360 | 2011            |
| Joe Dever's Lone Wolf Console Edition                         | Trò chơi nhập vai                | Forge Reply SRL               | PlayStation 4, Xbox One | 2016            |
| Johnny Test                                                   | Platformer                       | Sarbakan                      | Nintendo DS | 2011            |
| Journey to the Savage Planet                                  | Hành động, khám phá              | Typhoon Studios               | Microsoft Windows | 2020            |
| Kira Kira Pop Princess                                        | Trò chơi phổ thông               | HuneX                         | Nintendo DS | 2008            |
| Laser League                                                  | Hành động                        | Roll7                         | Microsoft Windows, PlayStation 4, Xbox One                                                                                     | 2018            |
| Last Day of June                                              | Phiêu lưu, Giải đố               | Ovosonico                     | Microsoft Windows, PlayStation 4, Nintendo Switch                                                                              | 2017            |
| Left or Right: Ambidextrous Challenge                         | Luyện trí não                    | Japan Art Media               | Nintendo DS | 2007            |
| Legend of Sayuki                                              | Bắn súng màn hình cuộn           | Starfish                      | Wii, PlayStation 2 | 2008            |
| Le Avventure di "Lupin III": Lupin la Morte, Zenigata l'Amore | Hành động                        | Banpresto                     | PlayStation 2 | 2008            |
| Magic Sudoku                                                  | Sudoku                           | Blackjack                     | PlayStation Portable | 2008            |
| Marlow Briggs and the Mask of Death                           | Hack and slash                   | ZootFly                       | PC, Xbox Live Arcade | 2013            |
| Mean Girls DS                                                 | Giải đố                          | Legacy Interactive            | Nintendo DS | 2009            |
| Men of War                                                    | Chiến thuật thời gian thực       | Best Way/Digitalmindsoft      | PC | 2009            |
| Michael Phelps: Push the Limit                                | Thể thao                         | Blitz Games                   | Xbox 360 | 2011            |
| MinDStorm                                                     | Luyện trí não                    | ASK                           | Nintendo DS | 2007            |
| MinDStorm 2                                                   | Luyện trí não                    | ASK                           | Nintendo DS | 2009            |
| Monster Bomber                                                | Giải đố                          | Taito                         | Nintendo DS | 2007            |
| MorphX                                                        | Hành động phiêu lưu              | Buka/Targem Games             | Xbox 360 | 2010            |
| My Dangerous Pet Snake                                        | Mô phỏng nuôi thú cưng           | Magic Pockets                 | Nintendo DS | 2009            |
| My Dangerous Pet Spider                                       | Mô phỏng nuôi thú cưng           |                               | Nintendo DS | 2009            |
| My Pet Dolphin                                                | Mô phỏng nuôi thú cưng           | Opera House                   | Nintendo DS | 2007            |
| My Pet Dolphin                                                | Mô phỏng nuôi thú cưng           | Opera House                   | Nintendo DS | 2007            |
| My Pet Dolphin 2                                              | Mô phỏng nuôi thú cưng           | Starfish SD                   | Nintendo DS | 2008            |
| My Pet Chimp                                                  | Mô phỏng nuôi thú cưng           | Starfish/Noise Factory        | Nintendo DS | 2010            |
| My Pet Parrot                                                 | Mô phỏng nuôi thú cưng           | Magic Pockets                 | Nintendo DS | 2009            |
| My Pet Puppy 3D                                               | Mô phỏng nuôi thú cưng           | Starfish SD                   | Nintendo 3DS | 2012            |
| Mystery Detective                                             | Phiêu lưu                        | BeeWorks                      | Nintendo DS | 2007            |
| Mystery Detective II                                          | Phiêu lưu                        | BeeWorks                      | Nintendo DS | 2007            |
| Mystery Mansion                                               | Hành động                        | Dreams Interactive            | Nintendo DS | 2008            |
| Naruto Shippuden: Dragon Blade Chronicles                     | Hành động                        | Takara Tomy                   | Wii | 2010            |
| Naruto Shippūden 3D: The New Era                              | Hành động                        | Takara Tomy                   | Nintendo 3DS | 2011            |
| Naughty Bear                                                  | Bắn súng góc nhìn người thứ ba   | Artificial Mind and Movement  | PlayStation 3, Xbox 360 | 2010            |
| Naughty Bear: Panic in Paradise                               | Bắn súng góc nhìn người thứ ba   | Behaviour Interactive         | PlayStation Network, Xbox Live Arcade                                                                                          | 2012            |
| Naval Assault: The Killing Tide                               | Chiến thuật thời gian thực       | Arthec Studios                | Xbox 360 | 2010            |
| NecroVisioN                                                   | Bắn súng góc nhìn người thứ nhất | The Farm 51                   | PC | 2009            |
| New Touch Party Game                                          | Trò chơi nhóm                    | ASK                           | Nintendo DS | 2007            |
| No Man's Sky                                                  | Hành động, Phiêu lưu, survival   | Hello Games                   | Xbox One | 2018            |
| Nutrition Matters                                             | Trò chơi phổ thông               | MileStone Inc./Devils Details | Nintendo DS, Wii | 2009            |
| Objects in Space                                              | Space simulator                  | Flat Earth Games              | Microsoft Windows, OS X, Linux                                                                                                 | 2018            |
| Overkill's The Walking Dead                                   | Bắn súng góc nhìn thứ nhất       | Overkill Software             | Microsoft Windows, PlayStation 4, Xbox One                                                                                     | 2018            |
| Payday 2                                                      | Bắn súng góc nhìn người thứ nhất | Overkill Software             | Microsoft Windows, Linux, PlayStation 3, PlayStation Network, Xbox 360, Xbox Live Arcade                                       | 2013            |
| Payday 2 Crimewave Edition                                    | Bắn súng góc nhìn người thứ nhất | Overkill Software             | PlayStation 4, Xbox One | 2015            |
| Pet Zombies                                                   | Mô phỏng nuôi thú cưng           | 1st Playable Productions      | Nintendo 3DS | 2012            |
| Phineas and Ferb: Quest for Cool Stuff                        | Platformer                       | Behaviour Interactive         | Nintendo 3DS, Nintendo DS, Wii, Wii U                                                                                          | 2014            |
| Pic Pic                                                       | Giải đố                          | Success                       | Nintendo DS | 2008            |
| Pixel Piracy                                                  | Hành động phiêu lưu              | Abstraction Games             | PlayStation 4, Xbox One | 2016            |
| Pop Town                                                      | Hành động                        | HuneX                         | Nintendo DS | 2009            |
| Portal Knights                                                | Hành động nhập vai, sinh tồn     | Keen Games                    | Microsoft Windows, PlayStation 4, Xbox One, Nintendo Switch                                                                    | 2017            |
| Princess on Ice                                               | Mô phỏng khiêu vũ                | Arc System Works              | Nintendo DS | 2008            |
| The Professor's Brain Trainer: Logic                          | Luyện trí não                    | Interchannel                  | Nintendo DS | 2007            |
| The Professor's Brain Trainer: Memory                         | Luyện trí não                    | Interchannel                  | Nintendo DS | 2007            |
| Total Tank Simulator                                          | Mô phỏng trận chiến              | Noobz from Poland             | Microsoft Windows | 2020 (Upcoming) |
| Prominence Poker                                              | Card & Board                     | Pipeworks Studios             | Microsoft Windows, PlayStation 4, Xbox One                                                                                     | 2016            |
| Radio Helicopter                                              | Mô phỏng đồ chơi                 | Sonic Team                    | Wii | 2008            |
| Raw Danger!                                                   | Hành động phiêu lưu              | Irem                          | PlayStation 2 | 2007            |
| Redout                                                        | Đua xe                           | 34BigThings                   | Microsoft Windows, Nintendo Switch, PlayStation 4, Xbox One                                                                    | 2016            |
| Rekoil                                                        | Bắn súng góc nhìn người thứ nhất | Plastic Piranha               | PC, Xbox Live Arcade | 2014            |
| River City Ransom                                             | Beat 'em up                      | Technōs Japan                 | Virtual Console | 2007            |
| Riviera: The Promised Land                                    | RPG                              | Sting Entertainment           | PlayStation Portable | 2008            |
| Rolling Stone: Drum King                                      | Trò chơi điện tử âm nhạc         | Arc System Works              | Wii | 2009            |
| Rocket League                                                 | Thể thao                         | Psyonix                       | PC, PlayStation 4, Xbox One | 2016            |
| Rugby World Cup 2011                                          | Thể thao                         | HB Studios                    | PlayStation 3, Xbox 360 | 2011            |
| Rule of Rose                                                  | Kinh dị sinh tồn                 | Punchline                     | PlayStation 2 | 2006            |
| Shin Chan: Aventuras de Cine!                                 | Hành động                        | Inti                          | Nintendo DS | 2008            |
| Shin Chan: Flipa en colores!                                  | Hành động                        | Inti                          | Nintendo DS | 2007            |
| Shin Chan: Las nuevas aventuras para Wii!                     | Hành động                        | Matrix Software               | Wii | 2008            |
| Shin Chan Contra Los Plastas!                                 | Hành động                        | Inti                          | Nintendo DS | 2009            |
| Sniper Elite III                                              | Bắn súng chiến thuật             | Rebellion Developments        | PlayStation 3, PlayStation 4, Xbox 360, Xbox One                                                                               | 2014            |
| Sniper Elite V2                                               | Bắn súng chiến thuật             | Rebellion Developments        | PC, PlayStation 3, PlayStation Network, Wii U, Xbox 360, Xbox Live Arcade                                                      | 2012            |
| Steambot Chronicles                                           | Hành động phiêu lưu              | Irem                          | PlayStation 2 | 2006            |
| Subbuteo                                                      | Trò chơi trên bàn                | Artematica                    | Nintendo DS | 2008            |
| Super Robot Taisen: Original Generation                       | RPG chiến thuật                  | Banpresto                     | Game Boy Advance | 2007            |
| Supremacy MMA                                                 | Đối kháng                        | Kung Fu Factory               | PlayStation 3, PlayStation Vita, Xbox 360                                                                                      | 2011            |
| Supreme Commander                                             | Chiến thuật thời gian thực       | Gas Powered Games/Aspyr       | Xbox Live Arcade | 2008            |
| Table Football                                                | Trò chơi trên bàn                | Opus Studio                   | Wii | 2008            |
| Takedown: Red Sabre                                           | Bắn súng chiến thuật             | Serellan                      | PC, Xbox Live Arcade | 2013            |
| Terraria                                                      | Hành động phiêu lưu              | ReLogic                       | Android, iOS, PC, PlayStation Network, PlayStation Vita, Xbox Live Arcade, PlayStation 4, Xbox One, Nintendo Switch            | 2011            |
| Tiny Brains                                                   | Giải đố                          | Spearhead Games               | PC, PlayStation 3, PlayStation 4, PlayStation Network                                                                          | 2013            |
| The Tomorrow War                                              | Máy bay chiến đấu                | CrioLand                      | PC | 2008            |
| Top Gun: Hard Lock                                            | Máy bay chiến đấu                | Headstrong Games              | PC, PlayStation 3, Xbox 360 | 2012            |
| Turn It Around                                                | Minigame                         | Taito                         | Nintendo DS | 2007            |
| Twister Mania                                                 | Mô phỏng khiêu vũ                | Naked Sky Entertainment       | Xbox 360 | 2011            |
| Underworld Ascendant                                          | Phiêu lưu dungeon                | OtherSide Entertainment       | Microsoft Windows, OS X, Linux                                                                                                 | 2018            |
| VeggieTales: LarryBoy and the Bad Apple                       | Platformer                       | Crave Entertainment           | PlayStation 2 | 2006            |
| Virginia                                                      | Khám phá                         | Variable State                | PlayStation 4, Xbox One, Microsoft Windows, OS X                                                                               | 2016            |
| We Cheer                                                      | Mô phỏng khiêu vũ                | Machatin/Land Ho!             | Wii | 2008            |
| We Rock: Drum King                                            | Trò chơi điện tử âm nhạc         | Arc System Works              | Wii | 2009            |
| Wild Arms 5                                                   | Hành động phiêu lưu              | Media.Vision                  | PlayStation 2 | 2008            |
| Wild Arms XF                                                  | Hành động phiêu lưu              | Media.Vision                  | PlayStation Portable | 2008            |
| World Championship Cards                                      | Trò chơi bài                     | Crave Entertainment           | PlayStation 2, PlayStation Portable                                                                                            | 2008            |
| World Championship Poker: All In                              | Xì tố                            | Point of View                 | Wii, PlayStation 2, PlayStation Portable, Xbox 360                                                                             | 2007            |
| World Championship Poker: Deluxe Series                       | Xì tố                            | Sensor Sweep                  | Game Boy Advance, Nintendo DS, GameCube, PlayStation 2, Xbox                                                                   | 2006            |
| World Game Tour                                               | Trò chơi nhóm                    | DreamCatcher Interactive      | Wii | 2010            |
| Wrecked: Revenge Revisited                                    | Đua xe                           | Supersonic Software           | PlayStation 3, Xbox 360 | 2012            |
| Yggdra Union: We'll Never Fight Alone                         | RPG chiến thuật                  | Sting Entertainment           | Game Boy Advance | 2007            |
| Zorro: Quest for Justice                                      | Hành động phiêu lưu              | Beast Studios                 | Nintendo DS | 2010            |
| Zumba Fitness                                                 | Trò chơi thể dục                 | Pipeworks Studios             | Wii, PlayStation 3, Xbox 360                                                                                                   | 2010            |
| Zumba Fitness Core                                            | Trò chơi thể dục                 | Zoë Mode                      | Wii U, Xbox 360 | 2012            |
| Zumba Kids                                                    | Trò chơi thể dục                 | Zoë Mode                      | Wii U, Xbox 360 | 2013            |
| Zumba Fitness: World Party                                    | Trò chơi thể dục                 | Zoë Mode                      | Wii, Wii U, Xbox 360, Xbox One                                                                                                 | 2013            |